# Sân bay Stuttgart
Sân bay Stuttgart (tiếng Đức Flughafen Stuttgart, tên cũ Flughafen Stuttgart-Echterdingen) (IATA: STR, ICAO: EDDS) là một sân bay quốc tế nằm 13 km về phía nam của trung tâm thành phố Stuttgart, Đức.
Sân bay này nằm ở biên giới giữa Leinfelden-Echterdingen, Filderstadt và Stuttgart. Đây là sân bay quan trọng thứ 7 ở Đức, là sân bay chính của bang Baden-Württemberg với 10.109.425 lượt khách năm 2006.
Sân bay này được xây năm 1939 để thay thế Sân bay Böblingen. Năm 1945, Không quân Mỹ tiếp quản sân bay này và hiện vẫn còn dùng chung khu phía nam với cảnh sát Baden-Württemberg.
Sân bay này đã được mở rộng sau đệ nhị thế chiến. Đường băng được kéo dài thành 1800 m năm 1948, sau đó thành 2.250 m vào năm 1961 và cuối cùng là 3.345 m vào năm 1996.
Nhà ga ban đầu xây năm 1938 đã được thay bằng nhà ga mới năm 2004, do đó hiện nay có 4 nhà ga với công suất tối đa 12 triệu lượt khách mỗi năm.

## Hãng hàng không và tuyến bay

### Ga 1
- Aegean Airlines (Athens, Thessaloniki)
- Austrian Airlines
  - Austrian Arrows (Vienna)
- British Airways (London-Heathrow)
- LOT Polish Airlines (Warsaw)
- Lufthansa (Barcelona, Berlin-Tegel, Dublin, Frankfurt, Hamburg, London-Heathrow, Palma de Mallorca)
  - Lufthansa Regional cung ứng bởi Augsburg Airways (Munich)
  - Lufthansa Regional cung ứng bởi Contact Air (Hanover, Munich, Nice, Turin)
  - Lufthansa Regional cung ứng bởi Eurowings (Bilbao, Bremen, Düsseldorf, Paris-Charles de Gaulle)
  - Lufthansa Regional cung ứng bởi Lufthansa CityLine (Barcelona, Berlin-Tegel, Brussels, Dusseldorf, Frankfurt, Florence, Hanover, Marseille, Milan-Malpensa, Munich, Olbia, Paris-Charles de Gaulle, Vienna, Warsaw)
- Scandinavian Airlines System (Copenhagen)
- Swiss International Air Lines
  - Swiss International Air Lines do Swiss European Air Lines đảm trách (Zürich)
- Turkish Airlines (Ankara, Istanbul-Atatürk, Izmir)

### Ga 2
- Germanwings (Ankara, Athens, Barcelona, Bastia, Beograd, Berlin-Schönefeld, Bucharest-Băneasa, Budapest, Dresden, Hamburg, Istanbul-Sabiha Gökçen, Katowice, Lisbon, London-Stansted, Madrid, Malta, Moscow-Vnukovo, Pristina, Rome-Fiumicino, Split, Thessaloniki, Vienna, Warsaw, Zagreb)

### Ga 3
- Air France (Paris-Charles de Gaulle)
  - Air France do HOP! đảm trách (Paris-Charles de Gaulle, Lyon)
- Alitalia
  - Alitalia do Alitalia Express đảm trách (Milan-Malpensa)
- Blue Air (Arad, Bucharest-Băneasa, Sibiu)
- Carpatair (Timişoara)
- Cirrus Airlines (Münster/Osnabrück and some Holiday Destinations in Europe and North Africa)
  - Cirrus Airlines do Lufthansa vận hành Lufthansa (Frankfurt)
- Condor (Ankara, Faro, Fuerteventura, Funchal, Hurghada, Jerez de la Frontera, Lanzarote, Las Palmas, Málaga, Marsa Alam, Palma de Mallorca, Santa Cruz de la Palma, Tenerife-South)
- Czech Airlines (Prague)
- Delta Air Lines (Atlanta)
- Finnair
  - Finnair do Finncomm Airlines cung ứng (Helsinki)
- Flybe (Birmingham)
- Iberia
  - Iberia do Air Nostrum cung ứng (Madrid)
- KLM (Amsterdam)
  - KLM operated by KLM Cityhopper (Amsterdam)
- TUIfly (Agadir, Antalya, Araxos, Bari, Berlin-Tegel, Bilbao, Bodrum, Cagliari, Catania, Chania, Dalaman, Dubrovnik, Faro, Fuerteventura, Funchal, Hanover, Heraklion, Hurghada, Jerez de la Frontera, Kerkyra, Kos, Lanzarote, Las Palmas, Leipzig/Halle, Luxor, Mahon, Malaga, Manchester, Marrakech, Marsa Alam, Milan-Bergamo, Naples, Olbia, Palermo, Palma de Mallora, Pisa, Porto, Rhodos, Rijeka, Rimini, Sharm el Sheikh, Stockholm-Arlanda, Sylt [bắt đầu lại tháng 7 năm 2008], Tenerife-South, Thessaloniki, Valencia, Venice)
- Tunisair (Djerba, Monastir)

### Nhà ga 4
- Air Via (Bourgas, Varna) theo mùa
- Bulgarian Air Charter (Bourgas, Varna) theo mùa
- Eurocypria Airlines (Paphos)
- Freebird Airlines (Antalya,Istanbul-Atatürk, Nevsehir)
- KTHY (Istanbul-Atatürk)
- Nouvelair (Monastir)
- Pegasus Airlines (Ankara, Antalya, Istanbul-Sabiha Gökçen, Izmir)
- Sky Airlines (Anatalya)
- SunExpress (Antalya, Bodrum, Izmir)

### Các hãng đã hoạt động ở đây
- Pan American World Airways (Berlin-Tegel, Frankfurt, New York-JFK)

## Hình ảnh

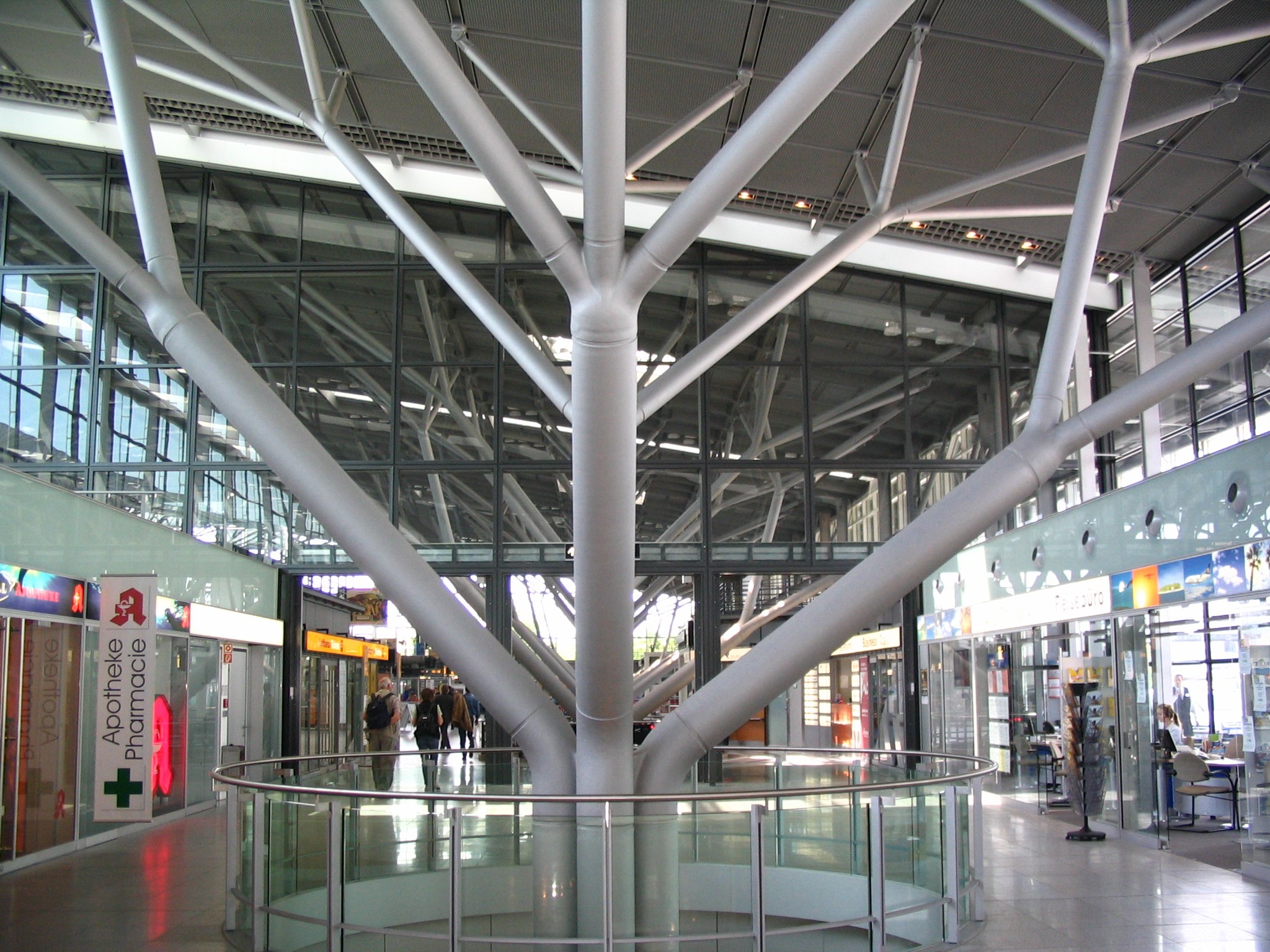
Bên trong sân bay
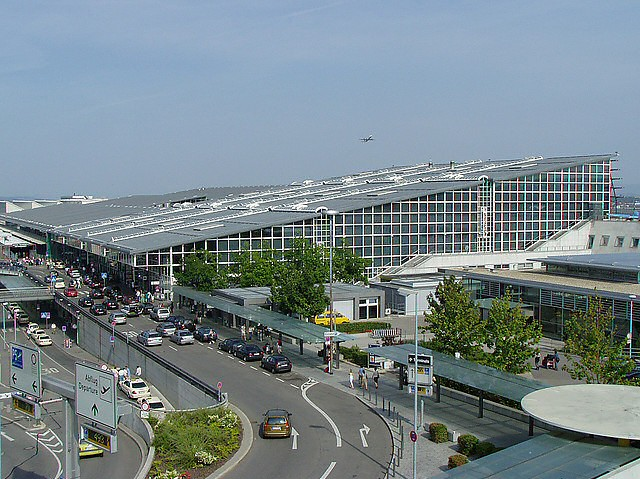
Terminal 1
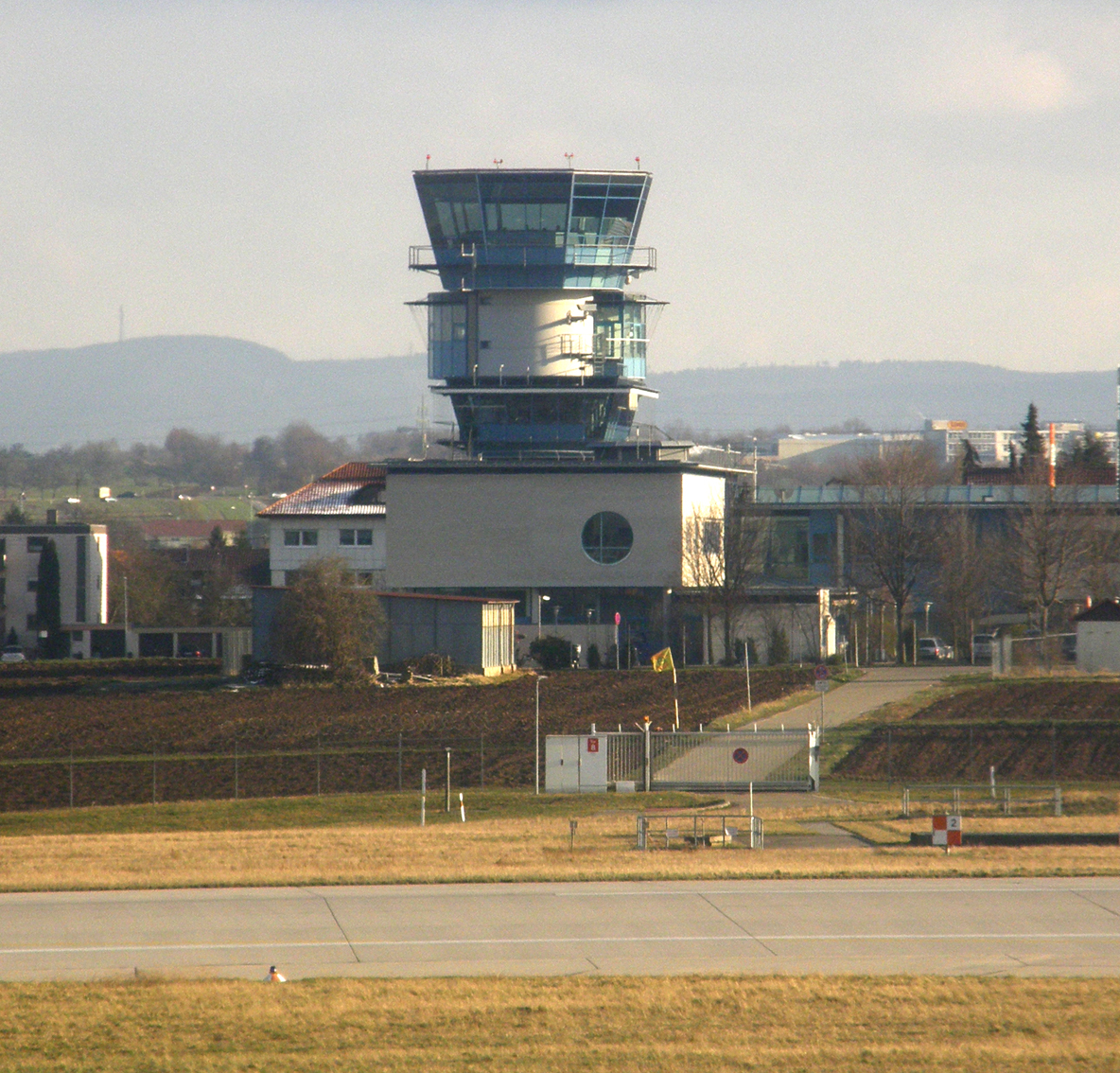
Stuttgart tower
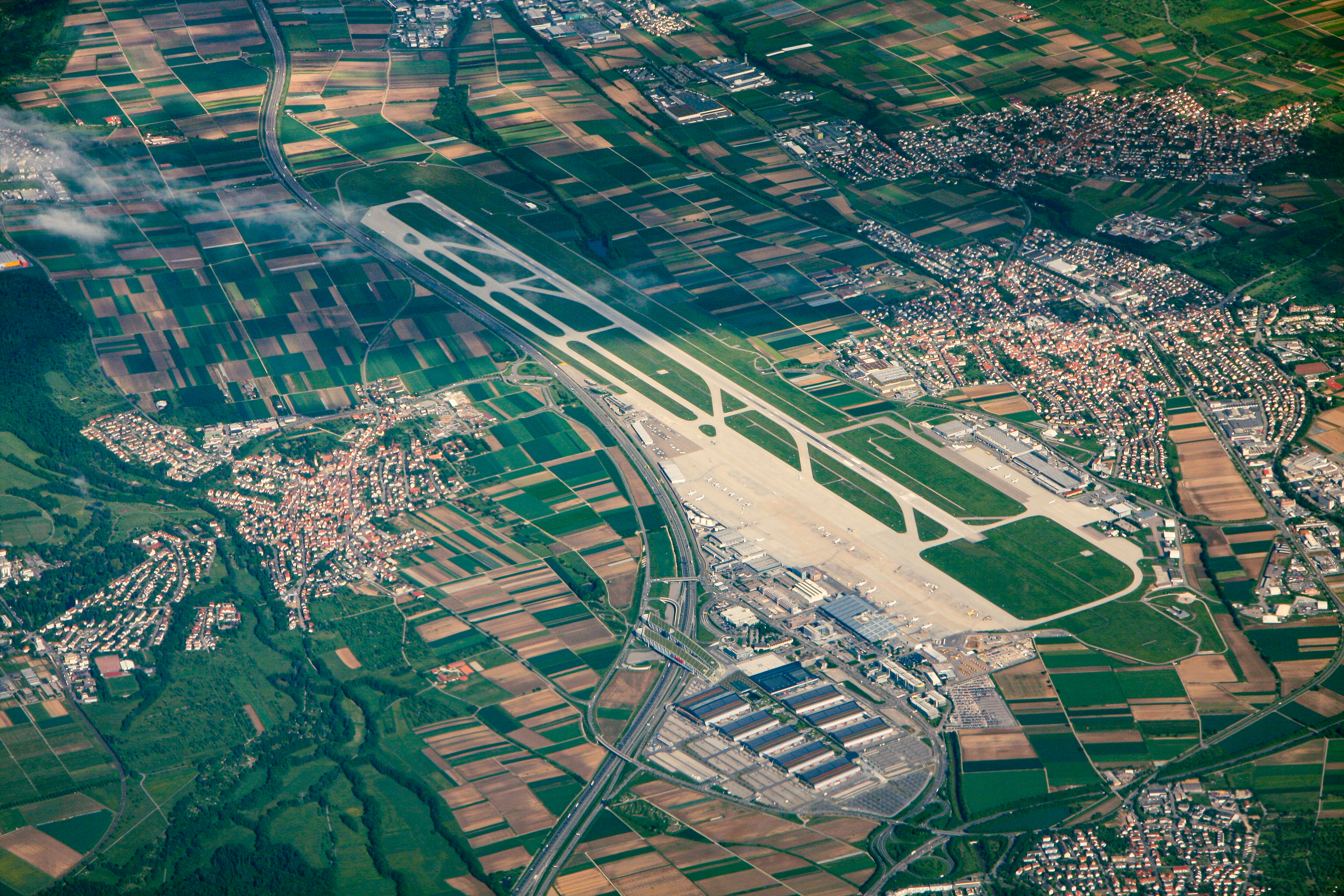
Chờ làm thủ tục cất cánh